# Estadio Neza 86
Az Estadio Neza 86 vagy Estadio Universidad Tecnológica de Nezahualcóyotl a mexikói México államban található Ciudad Nezahualcóyotl labdarúgó-stadionja, jelenleg a Toros Neza csapat otthona.

## Az épület
A 28 500 fő befogadóképességű stadion 105 m × 68 m-es pályája természetesfű-borítású, az épület mellett egy 800 jármű számára elégséges parkoló található. A főként vasbetonból épült stadion lelátóinak nagy része is székek nélküli, betonos ülőhelyekből áll.

## Története
Az épületet 1981-ben adták át, eredeti neve Estadio José López Portillo volt, de mivel 1986-ban otthont adott a világbajnokság több mérkőzésének is, ezért átnevezték Neza 86-ra. Korábban több klubcsapat is játszott itt: a Coyotes de Neza, az Osos Grises, a Deportivo Neza és az Atlante is, de jelenleg a Toros Neza otthona.
Bár már 2013 májusában bejelentették, hogy a stadiont teljesen felújítják és átépítik, sőt, júniusban az állam kormányzója már azt is kihirdette, hogy a munkálatok elkezdődtek, valójában még hónapok múlva sem történt semmi.

## Világbajnoki mérkőzések a stadionban
| Dátum            | Csapat #1 | Eredmény | Csapat #2 | Forduló   | Nézőszám |
| ---------------- | --------- | -------- | --------- | --------- | -------- |
| 1986. június 4.  | Skócia    | 0–1      | Dánia     | E csoport | 18 000   |
| 1986. június 8.  | Dánia     | 6–1      | Uruguay   | E csoport | 26 500   |
| 1986. június 13. | Skócia    | 0–0      | Uruguay   | E csoport | 20 000   |